# Петково (област Смолян)
 Тази статия е за селото в Южна България.  За селото в Западна България вижте Петково (Софийска област).  
Петково е село в Южна България. То се намира в община Смолян, област Смолян.

## География
Селото се намира в Средните Родопи на 30 km източно от Смолян, на река Малка Арда. Административно към Петково спадат и махалите Орловица, Чиевци и Славейковци, намиращи се по на около 4 – 6 километра от центъра на селото.

## История
Най-разпространеното предание за основаването на селото разказва, че преди около триста и петдесет години, при помохамеданчването на съседното село Малка Арда, някой си Петко, известен като Узун Петко, бяга оттам със семейството си и свои близки и се заселва няколко километра на запад, нагоре по течението на река Малка Арда. С това и се слага началото на селището. Години наред заселниците се наричат „петковци“ и когато къщите и хората се намножават, новообразуваното село се нарекло Петково, а махалата, където първо спират заселниците – Узунска – от името на водача им Узун Петко. Предполага се, че това става около 1650 – 1700 г.
Но в турски данъчен документ от 1576 г., който представлява списък на едри овцевъди, така наречените джелепкешани, се споменава името на Саботин поп Цено от Петково, който е обложен с 30 овце данък. Преводачите са категорични, че в документа става дума за село Петково, сегашната Смолянска област. Тоест излиза, че през времето, за което се говори в преданието за заселника Петко, селото вече съществува. Според Христо Попконстантинов Петково е основано от хора от с. Малка Арда по времето, когато то все още не е било помохамеданчено.
На около 30 минути пеша от селото в североизточна посока се намира местността „Градище“, чието име говори за останки от руини. Там и в околността са намирани едри камъни, стари монети и ножове, червени керемиди. Съвсем наблизо е върхът Свети Костадин, на който според преданието е имало разрушена църква, а днес има параклис Св. Дух. Недалеч оттук на запад, в землището на съседното село Славейно се намира местността Ѝниглово, за която се знае, че там е имало голямо средновековно селище от 500 – 600 къщи, чието население оказва силна съпротива на турците при тяхното нашествие и взело активно участие в епичните боеве при Енихан и Чил тепе, където загива и турският предводител на похода Ени хан, заради което е изгорено до основи от завоевателите. След опожаряването му населението се пръсва и е възможно една част да основава Славейно, а друга Петково.
Има и легенда, поддържана от някои изследователи, че двете села, Славейно и Петково, са основани от търновски боляри, споделили заточението на Патриарх Евтимий в Бачковския манастир и, впоследствие, след смъртта му дошли по тези места. Като едно от доказателствата, които се привеждат, е това, че само в двете села от околността се срещали имена като Ковня (Комня), Драгни, Ракшина (Шина), Чило (Момчил) и други, които напомнят някои от болярските имена през Втората българска държава и рядко се срещат в останалите родопски села от околността.
Най-интересното предание, което се разказва в селото е за Злата Зенгин Милкова. Тя била красива мома и един турчин толкова много я харесал, че я отвлича от хорището. На няколко километра от селото Злата моли похитителя да ѝ даде нож, за да си разреже ябълка и да си накваси устата. Турчинът откликва на молбата ѝ и дава своя нож. Ала вместо да разреже ябълката, Злата забива ножа в гърдите си, защото не иска да загуби честта си и християнската си вяра. На това място извън селото сега има чешма, построена в чест на героичната постъпка на Злата. Чешма в нейна чест има и в центъра на селото, на която са гравирани думите от народната песен създадена в селото, в памет на това събитие: „Юнак си била дощерко, че си християнска вяра не даде“.
В края на 18 в. част от населението е помохамеданчено. Според Хр. Попконстантинов само три фамилии приемат исляма, а през 1876 г. селото брои 250 християнски, 30 мохамедански и 10 цигански къщи. Има една църква, мюсюлманите използват за молитвен дом, медресе и имарет една двустайна къща, като на празници ходят в джамията в Малка Арда. Към 1912 – 1913 година броят на помаците, живеещи в Петково е 25.

## Културни и природни забележителности
- Четири каменни сводови моста
- Църква „Св. Йоан Предтеча“ от 1836 г.
- Параклиси – Св. св. Кирил и Методий, Св. Дух, Св. Атанас, Св. Апостоли Петър и Павел, Св. Георги и св. Димитър, Св. св. Константин и Елена
- Климатична гимназия
- В южна посока, на около 2 часа път пеша, се намира местността Ливадето (Студенец) с хижа, откъдето при ясно време казват, че може да се види Бяло море.

## Личности
Родени в Петково
- Георги Попанастасов (1881 – 1953), революционер от ВМОРО
- Димитър Знаменов (1862 – 1952), революционер от ВМОРО
- Никола Славов (1840 – 1868), участник в четата на Хаджи Димитър и Стефан Караджа
- Христо Попконстантинов (1858 – 1899), български общественик, писател и фолклорист
- Чило войвода, родопски хайдутин от 18 век

## Редовни събития
Събор на Петровден, когато се събират потомци на жители на селото, живеещи предимно в Пловдив и Кърджали.